# Tichý Potok
Tichý Potok (Hongaars: Csendespatak) is een Slowaakse gemeente in de regio Prešov, en maakt deel uit van het district Sabinov.
Tichý Potok telt 353 inwoners.